# Stéphane Julien
 (août 2019).
Si vous disposez d'ouvrages ou d'articles de référence ou si vous connaissez des sites web de qualité traitant du thème abordé ici, merci de compléter l'article en donnant les références utiles à sa vérifiabilité et en les liant à la section « Notes et références ».
Stéphane Julien (né le 7 avril 1974 à Shawinigan dans la province de Québec au Canada) est un joueur canadien de hockey sur glace qui évoluait au poste de défenseur. À l'issue de sa carrière, il devient entraîneur. Il occupe le poste d'entraineur-chef du Phoenix de Sherbrooke dans la Ligue de hockey junior majeur du Québec depuis décembre 2015. 

## Carrière de joueur
Le hockeyeur originaire de St-Tite a connu une brillante carrière junior cumulant 279 points en 325 parties junior : une impressionnante récolte pour un défenseur. Il commence son stage junior en s'alignant avec l'équipe de sa région : les Draveurs de Trois-Rivières. Il y jouera deux ans. En 1992, la concession déménage à Sherbrooke et est rebaptisée " Les Faucons de Sherbrooke". 
Stéphane Julien termine son parcours junior à Sherbrooke, où il est nommé Assistant puis Capitaine. Lors de sa dernière saison en 1994-1995, il connait sa meilleure saison avec 81 points en 66 parties. 
Ignoré de la séance de repêchage de la Ligue nationale de hockey, le défenseur de 5'11'', 195 Lbs poursuit sa carrière en Europe. Il commence sa carrière à Strasbourg en France. Il va ensuite jouer deux saisons en Italie et 4 en Suisse. C'est Finalement en Allemagne qu'il passe la majeure partie de sa carrière. Il y reste pour 10 saisons. Dans La Deutsche Eishockey Liga (DEL), la ligue professionnelle de hockey sur glace de première division en Allemagne, il cumule 357 points en 462 parties.

Pendant sa carrière de défenseur, il a également l'honneur de participer à des compétitions internationale avec Team Canada. 

## Statistiques[1]
| Saison    | Équipe                     | Ligue         |    | Saison régulière | Saison régulière | Saison régulière | Saison régulière | Saison régulière |   | Séries éliminatoires | Séries éliminatoires | Séries éliminatoires | Séries éliminatoires | Séries éliminatoires |
| Saison    | Équipe                     | Ligue         | PJ | B                | A                | Pts              | Pun              | PJ               | B | A                    | Pts                  | Pun                  |                      |                      |
| 1990-1991 | Draveurs de Trois-Rivières | LHJMQ         | 59 | 6                | 17               | 23               | 49               | 4                | 0 | 2                    | 2                    | 6                    |                      |                      |
| 1991-1992 | Draveurs de Trois-Rivières | LHJMQ         | 64 | 13               | 41               | 54               | 103              | 15               | 4 | 7                    | 11                   | 11                   |                      |                      |
| 1992-1993 | Faucons de Sherbrooke      | LHJMQ         | 69 | 20               | 44               | 64               | 121              | 15               | 4 | 5                    | 9                    | 12                   |                      |                      |
| 1993-1994 | Faucons de Sherbrooke      | LHJMQ         | 67 | 13               | 43               | 56               | 111              | 12               | 2 | 7                    | 9                    | 6                    |                      |                      |
| 1994-1995 | Faucons de Sherbrooke      | LHJMQ         | 66 | 22               | 59               | 81               | 103              | 7                | 4 | 5                    | 9                    | 6                    |                      |                      |
| 1995-1996 | Étoile noire               | Ligue Magnus  | 28 | 21               | 16               | 37               | 34               | -                | - | -                    | -                    | -                    |                      |                      |
| 1996-1997 | Ice Pilots de Pensacola    | ECHL          | 69 | 13               | 25               | 38               | 91               | 12               | 2 | 2                    | 4                    | 20                   |                      |                      |
| 1998-1999 | HC Fassa                   | Alpenliga     | 30 | 14               | 13               | 27               | 22               |                  |   |                      |                      |                      |                      |                      |
| 1998-1999 | HC Fassa                   | Serie A       | 21 | 14               | 10               | 24               | 26               |                  |   |                      |                      |                      |                      |                      |
| 1999-2000 | ERC Ingolstadt             | 2. Bundesliga | 60 | 23               | 40               | 63               | 110              |                  |   |                      |                      |                      |                      |                      |
| 2001-2002 | HC Bâle                    | LNB           | 36 | 8                | 22               | 30               | 36               |                  |   |                      |                      |                      |                      |                      |
| 2002-2003 | HC Bâle                    | LNB           | 21 | 5                | 19               | 24               | 18               |                  |   |                      |                      |                      |                      |                      |
| 2003-2004 | Nürnberg Ice Tigers        | DEL           | 51 | 13               | 24               | 37               | 48               | 5                | 1 | 2                    | 3                    | 27                   |                      |                      |
| 2004-2005 | Kölner Haie                | DEL           | 52 | 18               | 29               | 47               | 52               | 7                | 2 | 6                    | 8                    | 2                    |                      |                      |
| 2005-2006 | Kölner Haie                | DEL           | 51 | 18               | 34               | 52               | 79               | 9                | 2 | 5                    | 7                    | 12                   |                      |                      |
| 2006-2007 | Kölner Haie                | DEL           | 49 | 16               | 34               | 50               | 60               | 9                | 3 | 5                    | 8                    | 12                   |                      |                      |
| 2007-2008 | Kölner Haie                | DEL           | 56 | 12               | 30               | 42               | 32               | 14               | 4 | 6                    | 10                   | 16                   |                      |                      |
| 2008-2009 | Kölner Haie                | DEL           | 44 | 8                | 25               | 33               | 48               | -                | - | -                    | -                    | -                    |                      |                      |
| 2008-2009 | EC Red Bull Salzbourg      | EBEL          | 2  | 1                | 0                | 1                | 4                |                  |   |                      |                      |                      |                      |                      |
| 2009-2010 | Kölner Haie                | DEL           | 55 | 5                | 21               | 26               | 53               | 3                | 0 | 2                    | 2                    | 4                    |                      |                      |
| 2010-2011 | EHC Munich                 | DEL           | 52 | 9                | 29               | 38               | 44               | 2                | 1 | 0                    | 1                    | 0                    |                      |                      |
| 2011-2012 | EHC Munich                 | DEL           | 52 | 5                | 27               | 32               | 50               | -                | - | -                    | -                    | -                    |                      |                      |

### En équipe nationale
| Année | Équipe | Compétition     |   | PJ | B | A | Pts | Pun |
| 2001  | Canada | Coupe Spengler  | 5 | 0  | 0 | 0 | 0   |     |
| 2002  | Canada | Coupe Spengler  | 5 | 0  | 1 | 1 | -   |     |
| 2009  | Canada | Deutschland Cup | 3 | 0  | 1 | 1 | 0   |     |
| 2011  | Canada | Deutschland Cup | 3 | 0  | 0 | 0 | 0   |     |

## Carrière d'entraineur
De retour à Sherbrooke en 2012, il s’associe à l’organisation du Phœnix dès les débuts de la concession. À l’issue de sa carrière de joueur de hockey, il prend le poste d’entraineur-adjoint et de responsable du développement des joueurs. Il demeure assistant de 2012 à 2015 avant de prendre l'intérim à la suite du départ de Judes Vallée. Il prend donc officiellement les rênes de l'équipe en décembre 2015. Depuis, il occupe le rôle d'entraineur-chef. Il a mené l’équipe a des sommets, notamment lors de la campagne 2019-2020. Le Phœnix est demeuré en tête du classement de la Ligue canadienne de hockey et s’est vu décerner le trophée Jean-Rougeau, remis à la meilleure équipe du circuit Courteau à la suite de l'annulation de la saison en raison de la pandémie mondiale du COVID-19. L'équipe a achevé la saison avec une fiche étincelante de 51-8-3-1.  Lors de cette même saison, la formation pilotée par Stéphane Julien a également obtenu le trophée Luc-Robitaille remis à la meilleure offensive de la LHJMQ en plus de cumuler bon nombre de records.
En avril 2020, il est nommé l’un des trois finalistes au titre d’entraineur de l’année dans la LHJMQ.
| Saison    | Équipe                | Ligue |    | PJ | V  | D     | % V                                                                                            |  | Séries éliminatoires |
| 2015-2016 | Phoenix de Sherbrooke | LHJMQ | 36 | 12 | 24 | 33,33 | 1-4 Cataractes de Shawinigan                                                                   |  |                      |
| 2016-2017 | Phoenix de Sherbrooke | LHJMQ | 68 | 26 | 42 | 38,2  | non qualifiés                                                                                  |  |                      |
| 2017-2018 | Phoenix de Sherbrooke | LHJMQ | 68 | 34 | 34 | 50    | 4-3 Huskies de Rouyn-Noranda · 0-4 Titan d'Acadie-Bathurst                                     |  |                      |
| 2018-2019 | Phoenix de Sherbrooke | LHJMQ | 68 | 38 | 32 | 52,9  | 4-1 Armada de Blainville-Boisbriand · 1-4 Voltigeurs de Drummondville                          |  |                      |
| 2019-2020 | Phoenix de Sherbrooke | LHJMQ | 63 | 51 | 12 | 81    | La fin de la saison régulière et les séries sont annulées en raison de la pandémie de Covid-19 |  |                      |